# Sunnanfors
Sunnanfors är ett naturreservat i Skinnskattebergs kommun i Västmanlands län.
Området är naturskyddat sedan 1972 och är 52 hektar stort. Reservatet gränsar till Hedströmmen i norr och består av öppen jordbruksmark med några små skogsholmar där det växer björk, hägg och rönn. 